# Kamen Rider Den-O
Kamen Rider Den-O — 17-й сезон сериала Наездник в маске.Основной темой сезона является путешествие во времени, а сам сезон выдержан в юмористическом духе. Также это единственный сезон, где каждая форма Наездника является самостоятельной личностью. Обладает рекордным количеством прилагающихся фильмов - 6 штук, причём первая была идеально вписана в сюжет сериала, а остальные 5 являются продолжениями сезона. В главной роли снялся начинающий актёр Такеру Сато, которому на момент начала съёмок было 18 лет.

## Сюжет
Сюжет сериала рассказывает о Рётаро Ногами, который волей судьбы стал Камэн Райдером Дэн-О. Теперь он сражается с Имажинами - своеобразными духами, которые атакуют мир с целью уничтожить будущее. В борьбе ему помогают четыре добрых Имажина, благодаря которым Дэн-О способен менять свою форму, и Юто Сакурай (Камэн Райдер Зеронос).

## Камэн Райдеры

### Камэн Райдер Дэн-О
Основной Райдер сезона.

Ногами Рётаро - порядком слабый, но добросердечный и справедливый юноша, главная беда в жизни которого - катастрофическое невезение, преследующее его постоянно.

Вместе со старшей сестрой Аири Рётаро живёт при небольшом уютном кафе "Milk Dipper".
Их с Аири родители давно умерли, потому их ростила бабушка.

В очередной полный неприятностей день - Рётаро встречает Хану - девушку, путешествующую во времени на поезде ДэнЛайнер вместе с его загадочным владельцем и милой проводницей/официанткой Наоми. Хана с удивлением понимает, что Рётаро - один из столь редких особенных людей, способных существовать вне времени, а также бороться против духов-Имаджинов, стремящихся это время уничтожить.

Роль Рётаро играет актёр Сато Такеру.

#### Список Форм
Плат форма - самая слабая форма Дэн-о. Цвет формы - черный. Является основой для остальных форм.
Форма Меча (Sword Form) - эта форма появляется, когда Рётаро сливается с Имажином-они Момотаросом. Цвет формы - красный, хотя на самом деле оранжевый, так как цвет формы покрыт особой краской Maziora (это было сказано в одном из мини-спешлов 10 сезона Камен Райдер Дикейд). Оружием этой формы является меч (Momotarosword). Финальная атака у этой формы Хисатсу-атаку 3 уровней. 

Имя Момотарос придумал Рётаро, любимым персонажем детских сказок которого был Момотаро. Сам Момо обладает порядком взрывоопасным характером, но прямолинеен, честен и предан Рётаро.
Форма Удочки (Fish-Rod Form) - появляется при слиянии с Имажином-черепахой Уратаросом. Цвет формы - синий. Оружием Райдера становится копьё (оно же удочка - Uratarod). Финальной атакой в этой форме является Дэн-Райдер Пинок (Дэн-о кидает в монстра удочку и когда перед ним образуется волшебная печать (сеть), наносит ему удар ногами в прыжке). 

Уратарос хитёр и умён, красивая ложь для него интереснее скучной правды. Эти свои способности он предпочитает использовать на женщинах, являясь этаким донжуаном, что, впрочем, зачастую приносит пользу для общего дела, особенно если речь идёт о получении нужной информации.

Уратарос - сокращение от Урасима Таро.
Форма Топора (Axе Form) - эту форму образует Имаджин-медведь Кинтарос. Его цвет - желтый. Оружие формы - топор (Kintaros Axе), а финальная атака — Разрез в движении . 

Его имя образовано от "Кинтаро" - ещё одного мифологического персонажа. Кинтарос говорит на кансайском диалекте, обладает невероятной силой, а большую часть времени предпочитает спать. Разбудить его легко любой фразой, содержащей слово "плакать" (naku), либо чем-либо с ним созвучным.
Форма Ружья (Gun Form) - образуется при слиянии с Имаджином-драконом - Рютаросом. Цвет формы - фиолетовый. Оружие Рютароса - пушки (Ryugun).

Рюта, как чаще называют его остальные, обладает характером непослушного подростка, любит брейк-данс и рисование. Он очень привязан к сестре Рётаро и обожает животных.
Происхождение его имени неоднозначно, но в общем имеет отношение к внешнему облику Рютароса, похожего на дракона (ryuu).
Форма Крыла (Wings Form) - образуется при слиянии с Имажином-лебедем Сигом, Ден-о получает два бумеренга и белый костюм. Финальная атака - королевский бумеранг.

Сиг (от "Сигфрид" - персонаж знаменитого Лебединого озера) обладает характером и манерами типичного принца, считая прочую команду ДенЛайнера своими слугами. Исключение составляет Хана, которую, после её пламенной суровой речи в его адрес, он зовёт принцессой.
Предельная Форма (Climax Form) - одна из мощнейших форм Ден-о. Ретаро использует особый телефон для слияния со всеми Имажинами, маски которых разбросаны по броне.
Лайнер Форма (Liner Form) - наисильнейшая форма Ден-о. Оружием в этом случае становится особый меч, заключающий в себе силу четырёх основных Имаджинов. Финальных атак у этой формы много, все они так или иначе связаны с силами ДенЛайнера. Так же как и в Плат форме, Ретаро сам управляет своим телом в отличие от остальных форм, где за него сражаются Имаджины.

### Камен Райдер Зеронос
Юто Сакурай - "райдер, потерявшийся во времени". В нашем времени он - пропавший жених Аи, сестры Рётаро, но тот Юто, который теперь принимает участие во всеобщей битве, явился из прошлого.

Его единственным имаджином является Денеб.
Карты у Юто существуют в ограниченном количестве и без лишней надобности он старается их не использовать - каждая карта, исчезая после боя, уничтожает вместе с собой частичку памяти других людей о Юто.

 Роль Юто играет актёр Накамура Юичи.

#### Формы
Альтаир-форма - первая форма Зероноса, вооружена мечом-арбалетом.
Вега-форма - форма, образованная при слиянии с Денебом. Вооружена усиленным вариантом оружия Альтаир формы и пулемётами на плечах (из рук Денеба).
Зеро-форма - когда у Юто закончились все Альтаир Карты, он получил новые Зеро-Карты и продолжил сражаться. Зеро-форма - красная версия Альтаир формы, вооружённая пушкой, в которую превращается Денеб.

#### Денеб
Денеб - Имаджин, верный помощник Юто. Он вежлив, добр и дружелюбен со всеми окружающими. Денеб изо всех сил заботится о Юто и его благополучии, что часто вызывает раздражение последнего.

Денеб - звезда в созвездии Лебедя. Согласно мифологии, это название носит мост через Млечный путь, позволяющий встретиться влюблённым Веге и Альтаиру. 
Само слово происходит от арабского "dheneb" - "хвост (курицы)", и сам внешний облик Имаджина чем-то напоминает эту птицу, как и одеяние - арабское.